# 梅莉達
梅莉達公主（英語：Merida）是迪士尼皮克斯在2012年推出的動畫電影《勇敢傳說》的主角。她在2013年5月11日被列為第11位迪士尼公主。她也是遊戲《神廟逃亡：勇敢傳說》的主要人物之一。角色參考了羅馬神話女神戴安娜為原型，弓不離身，貞潔結局，最終未結婚。

## 背景
艾琳諾王后和弗格斯國王一起統治著王國，梅莉達公主是他們十六歲的女兒。母親對女兒的期許讓梅莉達和艾琳諾之間產生摩擦並殊遠。艾琳諾王后希望見到女兒成為一個端莊的王室公主，但個性魯莽而天資聰穎的梅莉達想要自己掌控自己的命運。梅莉達非常擅长於射箭，是有史以來最傑出的射手之一。她的矛術與劍術也十分出色，且善於騎著她的克萊茲代爾馬安格斯穿過林野。雖然梅莉達的個性外向又堅強，她的心中也有溫和的一面，尤其是當涉及她的三胞胎弟弟哈里斯、休伯特及哈密許的時候。僅管從小嬌生慣養，但梅莉達並沒有被寵壞，而且雖然她常常和她的母親起爭執，她也會向雙親表示關心。

## 外貌
梅莉達有著又長又雜亂的火紅色捲髮、藍色的雙眼、淡白色的皮膚和苗條的身材。主要穿著為深藍綠色的棉製長袍，為了便於射箭還加上了時髦的切口。電影中當其他領主前來比武時，艾琳諾皇后讓她穿上中世紀風格的綠松色絲製長袍，有著長袖和金色的鑲邊，且配戴金色的項鍊和用白色的包頭巾將她頭髮全包起來。在有些場景她也戴了黑色的披肩和金色的飾釦。梅莉達的弓掛在她的背上，高過她的肩膀，箭則收藏在她腰間的棕色皮製箭袋裡。在電影最後一幕，梅莉達穿著看似有著淺綠色花紋的深藍色長袍。

## 創建
導演布蘭達·查普曼最初的想法是將梅莉達定位為皮克斯的第一位女性主角。就整體而言，梅莉達這個角色備受好評，一些人評論她是「在迪士尼公主中的清流，而且來自一個迪士尼從未探索過的文化。對那些想要親自動身做些事情的女孩而言，她是一個很好的範本。梅莉達無疑不會是在不幸中等待援手的少女，而且不會傲慢；她掙扎於該成為他人所望，亦或是跟隨自己的想法。蘇格蘭的人們應該要接受梅莉達。」
梅莉達的配音者是《大西洋帝國》的女演員凱莉·麥當勞。她被聘來取代原定的配音者瑞絲·薇斯朋。

## 登場

### 勇敢傳說
梅莉達和她的母親艾琳諾王后、父親弗格斯國王以及淘氣的三胞胎弟弟哈里斯、休伯特、哈密許一起住在位於蘇格蘭的一個名叫登布拉克（DunBroch）的神密王國。艾琳諾從小想將梅莉達教育成一個傑出的公主，但這和梅莉達的個性相違背。梅莉達傳承自她的父親，喜歡騎著愛馬安格斯穿越高地、練習射箭和劍術。
在某一天的晚餐時間，艾琳諾告訴梅莉達，三個和王國聯盟的部落頭目將帶著他們的兒子前來提親。雖然艾琳諾說了一個自私的王子毀了自己王國的故事想說服梅莉達，但梅莉達還是因為不想失去自由而強力拒絕。梅莉達只希望母親能夠理解她想要能夠自己下決定和做喜歡的事情的自由。領主們帶著他們的兒子到來了，但梅莉達完全看不上眼，尤其是個性傲慢的麥金塔（Macintosh）。梅莉達提議以射箭決定出贏家，並親自下場射箭贏得比賽，想藉此獲得自由，但也引發了她和艾琳諾的強烈衝突。艾琳諾警告梅莉達此舉搞不好會挑起王國和世族間的世仇。梅莉達因為不滿總是得照著母親的話去行動，一氣之下在母親縫製的掛毯上，用劍於母親和她自己的圖樣之間劃破了一道切口。火上心頭的艾琳諾將梅莉達的弓丟進壁爐裡。
梅莉達邊哭邊騎著安格斯衝出了城堡，艾琳諾明白了那把弓對女兒有多麼重要，非常後悔自己毀了那把弓。鬼火帶領著梅莉達和安格斯進入了黑暗的森林中，遇見了一個女巫的小屋。梅莉達向女巫詢求能夠改變她母親和自己的命運的魔法。女巫給了梅莉達一個魔法蛋糕，梅莉達回城堡讓母親吃下了那個蛋糕，但是蛋糕非但沒有改變母親對訂婚的決意，反而將她變成了一隻巨熊。梅莉達明白自己將情況搞得更糟了。因為惡熊魔度（Mor'du）在梅莉達小時候的一場戰鬥中咬斷了弗格斯國王的一條腿，弗格斯自那之後一直在獵殺熊。梅莉達知道她必需讓艾琳諾離開城堡否則弗格斯會殺了她，在她弟弟們的協助下，梅莉達成功辦到了。
母女倆來到了女巫的小屋，但女巫已經離去，只在大鍋中留了一道訊息，說明除非梅莉達能夠在第二次日出之前「修補被傲慢撕開的裂縫」，那道魔法將永遠持續下去。
隔天，梅莉達和她母親互相幫助找尋食物。鬼火再次出縣將他們引領到了一個古老城堡的廢墟，梅莉達在那裡發現她母親所講的故事中的那名王子剛好也從女巫那邊取得了相同的魔法。這個邪惡的王子撕裂了他和兄弟們之間的關係，毀滅了自己的王國，並成了眾人畏懼的惡熊魔度。魔度當時正好就在廢墟中，他向梅莉達攻擊，但艾琳諾協助梅莉達一起逃走了。梅莉達告訴母親如果她們無法解除這個魔法，她將會向魔度一樣永遠成為一隻野生的熊。梅莉達了解到「修補被傲慢撕開的裂縫」可能意味著必需縫合那張掛毯以及家庭的融恰。
她們兩人衝回城堡，發現弗格斯和領主們為了梅莉達已經打起來了，梅莉達步入大廳停止了打鬥。在母親的指導之下，梅莉達發表了一場動人的演說，說服領主們她必需要恢復他們間的友好關係，並且讓他們的兒子自己選擇結婚對象。領主們不情願地同意了並跑去慶祝，梅莉達和艾琳諾則爬上樓梯到達掛毯的房間想縫補破掉的掛毯。但是弗格斯發現了她們，誤以為艾琳諾是魔度而開始攻擊她，梅莉達擋住了弗格斯讓艾琳諾逃走。為了保護唯一的一個女兒，弗格斯在情急之下將梅莉達鎖在掛毯的房間裡。但吃了剩下的蛋糕而變成幼熊的三胞胎弟弟隨後到達，放出了梅莉達。
他們立刻帶著掛毯去追趕補捉了艾琳諾的弗格斯和其他領主。梅莉達出手介入保護了她的母親，但隨後魔度出現並且擊敗了領主們。當這頭惡熊正要開始吞食梅莉達的時候，艾琳諾掙脫了束服救了梅莉達，在戰鬥中她推魔度去撞擊附近的石柱，石柱倒塌壓死了魔度，王子的靈魂也因此獲得解放。理解了女巫的謎題的梅莉達將補好了掛毯鋪在艾琳諾身上並和母親合好。然後艾琳諾皇后立刻變回了人類，三胞胎弟弟也回復原樣，一家人開心地團圓。梅莉達和艾琳諾重新縫製了一張屬於她們兩人的掛毯並和領主們道別。兩人騎著馬一起目送領主離開，母女之間的感情變得比以前更加堅強且親密。

### 電子遊戲
梅莉達也是「無盡頭奔跑」電子遊戲《神廟逃亡：勇敢傳說》中的主要人物，這是遊戲《神廟逃亡》的一個延伸版本。這個遊戲在電影上映一週後的2012年6月14日推出。梅莉達是這個遊戲裡唯一能夠讓玩家操控的角色。遊戲開發者凱基‧謝菲爾德（Keith Shepherd）和娜塔莉雅‧拉基亞諾娃（Natalia Luckyanova）提到：「在和他們合作的時候我們確實偶爾會感到不真實。他們是皮克斯！他們驚人的作品對年輕或是成年的觀眾都是如此地有吸引力。他們的電影總是橫跨了從快樂到悲傷的所有情感，觸及在那之間的每一處。和他們一起工作，我想曾經有好幾次我們必需要擰自己的臉頰，然後如你所想，問自己這發生的一切是真實的嗎？The game received positive reviews from critics.」
麥克唐納在勇敢傳說的電玩版本之中再次為梅莉達獻聲。

### 其他登場

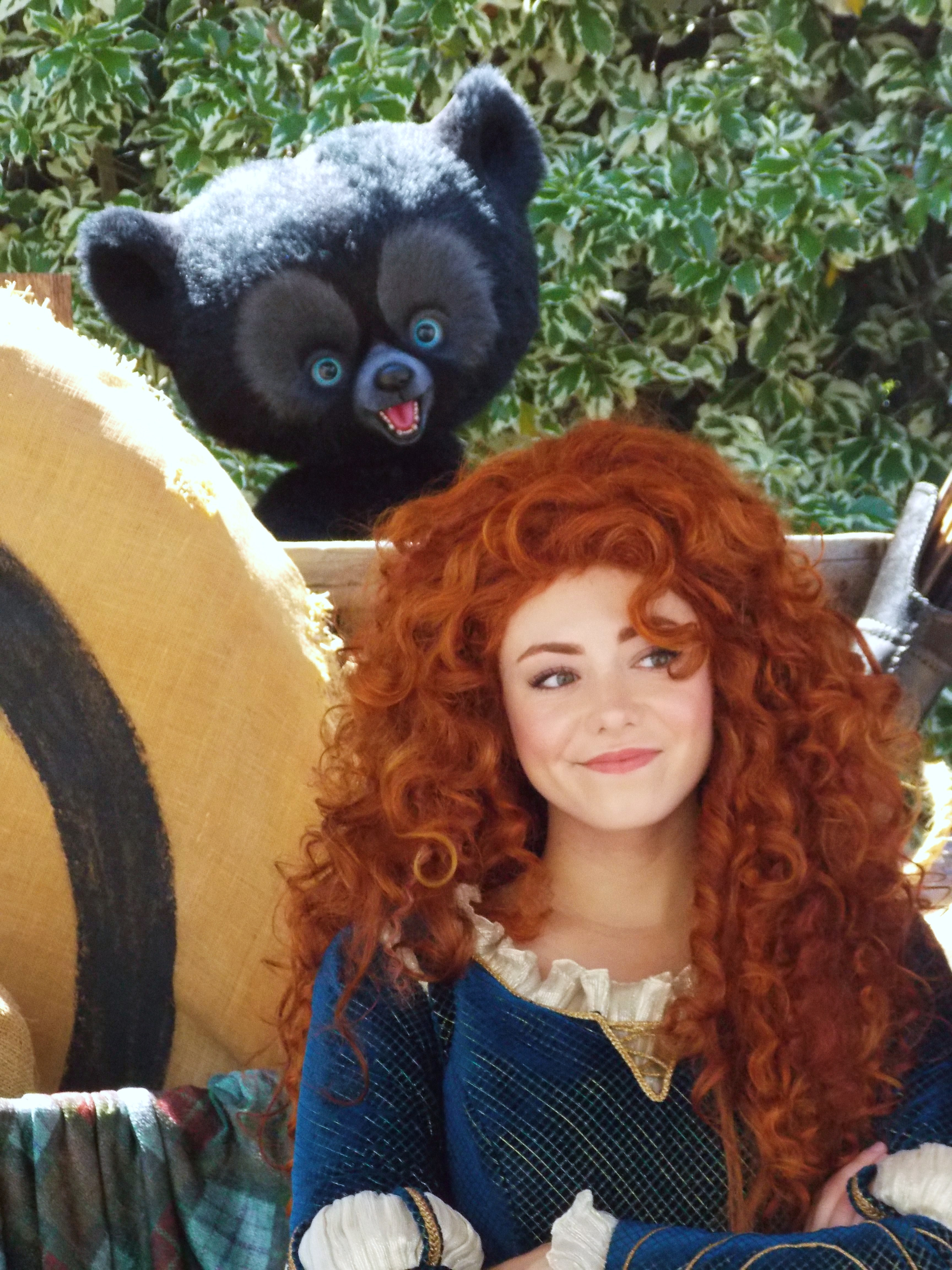
一個在迪士尼樂園中裝扮成梅莉達的女演員。

現在遊客可以在華特迪士尼樂園及度假區見到梅莉達。

## 插圖版爭議
在梅莉達加入迪士尼公主時，迪士尼為她設計了2D插圖的形象，誰知，太像公主前輩們的閃亮、漂亮、完美畫風卻遭到民眾強烈的反對，甚至有近20萬筆的聯署要求迪士尼撤回這個新形象。結果迪士尼只好屈服，在2013年10月推出更像彼思原著形象的插圖，但只適用於其個人系列，刪除了閃粉的舊版插圖仍然在公主群組中亮相。